# Pinus pumila
Pinus pumila е вид растение от семейство Борови (Pinaceae). Видът е незастрашен от изчезване.

## Разпространение
Разпространен е в Китай, Япония, Северна Корея, Република Корея, Монголия и Русия.